# Балаж Ердельї
Балаж Ердельї (угор. Balázs Erdélyi, 16 лютого 1990) — угорський ватерполіст.
Призер Олімпійських Ігор 2020 року, учасник 2016 року.
Призер Чемпіонату світу з водних видів спорту 2017 року.
Переможець літньої Універсіади 2013 року.